# Portland Trail Blazers 2003-2004
La stagione 2003-04 dei Portland Trail Blazers fu la 34ª nella NBA per la franchigia.
I Portland Trail Blazers arrivarono terzi nella Pacific Division della Western Conference con un record di 41-41, non qualificandosi per i play-off.

## Roster
| N° | Naz.                   | Ruolo | Sportivo              | Anno | Alt. | Peso |
| -- | ---------------------- | ----- | --------------------- | ---- | ---- | ---- |
| 1  | Stati Uniti (bandiera) | G     | Derek Anderson        | 1974 | 196  | 88   |
| 3  | Stati Uniti (bandiera) | G     | Damon Stoudamire      | 1973 | 178  | 78   |
| 4  | Stati Uniti (bandiera) | G     | Eddie Gill            | 1978 | 183  | 86   |
| 5  | Stati Uniti (bandiera) | GA    | Desmond Ferguson      | 1977 | 201  | 92   |
| 5  | Stati Uniti (bandiera) | G     | Jeff McInnis          | 1974 | 193  | 86   |
| 6  | Stati Uniti (bandiera) | GA    | Bonzi Wells           | 1976 | 196  | 95   |
| 7  | Stati Uniti (bandiera) | G     | Dan Dickau            | 1978 | 183  | 86   |
| 7  | Stati Uniti (bandiera) | G     | Wesley Person         | 1971 | 198  | 88   |
| 10 | Stati Uniti (bandiera) | G     | Omar Cook             | 1982 | 185  | 86   |
| 11 | Georgia (bandiera)     | C     | Vladimer St'epania    | 1976 | 213  | 107  |
| 21 | Stati Uniti (bandiera) | A     | Ruben Patterson       | 1975 | 196  | 102  |
| 23 | Stati Uniti (bandiera) | A     | Darius Miles          | 1981 | 206  | 95   |
| 24 | Stati Uniti (bandiera) | A     | Qyntel Woods          | 1981 | 203  | 100  |
| 25 | Stati Uniti (bandiera) | A     | Travis Outlaw         | 1984 | 206  | 95   |
| 28 | Stati Uniti (bandiera) | A     | Kaniel Dickens        | 1978 | 203  | 98   |
| 29 | Montenegro (bandiera)  | C     | Slavko Vraneš         | 1983 | 226  | 125  |
| 30 | Stati Uniti (bandiera) | AC    | Rasheed Wallace       | 1974 | 208  | 102  |
| 31 | Stati Uniti (bandiera) | G     | Matt Carroll          | 1980 | 198  | 96   |
| 33 | Stati Uniti (bandiera) | A     | Shareef Abdur-Rahim   | 1976 | 206  | 102  |
| 34 | Stati Uniti (bandiera) | A     | Dale Davis            | 1969 | 211  | 104  |
| 35 | Stati Uniti (bandiera) | A     | Tracy Murray          | 1971 | 201  | 102  |
| 42 | Stati Uniti (bandiera) | AC    | Theo Ratliff          | 1973 | 208  | 102  |
| 44 | Camerun (bandiera)     | C     | Ruben Boumtje-Boumtje | 1978 | 213  | 117  |
| 50 | Stati Uniti (bandiera) | A     | Zach Randolph         | 1981 | 206  | 115  |

## Staff tecnico
- Allenatore: Maurice Cheeks
- Vice-allenatori: Jim Lynam, Dan Panaggio, John Loyer, Bernard Smith